# Patlabor

Francobolli delle poste giapponesi dedicati a Patlabor.

(Dall'introduzione del primo OAV.)
Patlabor (機動警察パトレイバー?, Kidō keisatsu Patoreiba, lett. "Polizia mobile Patlabor") è un progetto multimediale di grande successo del collettivo Headgear nato nel 1988 attorno ad una nuova idea di anime robotico. Questo progetto comprende una serie manga, due serie OAV, una serie televisiva anime, tre lungometraggi animati e diversi videogiochi e modellini. Nel 2014 ha preso il via anche una serie di lungometraggi cinematografici dal vivo.

## Caratteristiche
Patlabor, al contrario di molte altre opere robotiche, non si incentra sui combattimenti tra labor (pur essendo questi comunque presenti), ma piuttosto sugli eventi che stanno attorno: la narrazione lenta si sofferma in gran parte sulla vita quotidiana dei protagonisti, conferendo a questi un certo spessore, fornendo allo stesso tempo uno spaccato della società e una descrizione completa delle complesse vicende che fanno da scenario alla serie, in particolare il Progetto Babylon per la terraformazione della baia di Tokyo e la lotta delle varie compagnie per il dominio del mercato dei labor.
L'opera porta una nuova visione dei robot, discostandosi completamente sia dai classici invincibili super robot di Gō Nagai (Mazinga Z, il Grande Mazinga, Jet Robot, Ufo Robot Goldrake), sia dal crudo realismo del mecha di Yoshiyuki Tomino (Vultus 5, Zambot 3, Daitarn 3, la serie Gundam). I labor sono il frutto di una tecnologia non molto più avanzata della nostra, semplici macchine integrate nell'ordinaria quotidianità, come un bulldozer nelle costruzioni o un carro armato in campo militare.

## Trama generale
Ambientato in un periodo compreso tra il 1998 e il 2002 (che per gli autori nel 1988 era il futuro prossimo), Patlabor si colloca in una Tokyo impegnata in quella che è la più grande opera di ingegneria mai concepita dall'uomo, il Progetto Babylon, un'imponente opera di dighe e canali finalizzati a sottrarre al mare nuovo spazio vitale per l'espansione della città. Il Progetto Babylon ha dato un enorme incentivo allo sviluppo e alla produzione dei labor, robot utilizzati nel campo delle costruzioni e dell'industria, ma che parallelamente ha provocato la crescita del fenomeno della criminalità che sfrutta proprio l'uso di questi robot, spesso ad opera delle masse scontente di disoccupati rimpiazzati dai labor o da parte di gruppi ecoterroristi avversi al Progetto Babylon. Per far fronte a questo fenomeno la polizia di Tokyo ha così istituito delle speciali sezioni di Polizia Mobile dotate di labor di nuova generazione, i Patrol Labor, meglio noti come Patlabor.
In questo scenario si colloca dunque la serie di Patlabor, incentrata sulle vicende dell'appena istituito Secondo Plotone della Seconda Sezione Veicoli Speciali, ed in particolare su Noa Izumi, pilota di uno dei patrol labor, da lei battezzato Alphonse.
La serie segue il Secondo Plotone nelle sue disavventure, fino a trovarlo coinvolto in un caso riguardante un misterioso labor nero, il Griffon. Questa vicenda sarà ricorrente per quasi tutta la serie, assumendo un ruolo più o meno rilevante in molti altri casi affrontati dai protagonisti.

## Personaggi
Noa Izumi
Voce italiana: Elisabetta Spinelli (serie televisiva), Lara Parmiani (OAV)
Pilota del primo Ingram della seconda sezione veicoli speciali, ragazza vivace, frizzante, sempre entusiasta del suo lavoro. La cosa cui ovviamente ama di più è il suo labor denominato "Alphonse", nome precedentemente usato per il suo gatto ed il suo cane domestico. Impulsiva, ma mai quanto il suo collega Ota, Noa è indubbiamente la miglior pilota di Labor della seconda squadra, nonostante le grandi abilità dimostrate raramente da Clancy Kanuka e Takeo Kumagami. Dà sempre il massimo in ogni lavoro che fa, con grande stupore dei colleghi. Inoltre, può bere un po' di più dei suoi collaboratori, e recupera i postumi di una sbornia in maniera alquanto rapida, dal momento che la sua famiglia gestisce un negozio di liquori.
Asuma Shinohara
Voce italiana: Patrizio Prata (serie televisiva), Felice Invernici (OAV)
Operatore di controllo del primo Ingram, nonché figlio del capo delle Industrie Pesanti Shinohara, azienda che produce il 90% dei lavori in tutto il mondo. Dopo un litigio con il padre, Asuma si è unito alle forze di polizia ed in particolare ha chiesto di essere assegnato alle unità di lavoro (nell'OAV sostiene che suo padre non pensava fosse una persona abbastanza responsabile per entrare in azienda, quindi si è ribellato per unirsi alle forze di polizia. Suo padre usò i suoi contatti per farlo assegnare alla SV2, dove avrebbe ancora lavorato con loro). Smilzo, onesto, e un po' impulsivo all'occorrenza, Asuma è un ufficiale molto capace. Il capitano Goto gli riconosce talento in diversi campi, come si può vedere in diversi punti della serie. Egli è anche un pilota di manodopera altamente qualificato, sicuramente meglio di Ota.
Hiromi Yamazaki
Voce italiana: Luca Semeraro (serie televisiva), Gianfranco Gamba (OAV)
Addetto al vettore del primo Ingram della seconda squadra veicoli speciali a causa della sua enorme altezza che non gli consente di salire su un labor. Di carattere sereno e di buon cuore, Hiromi voleva inizialmente raggiungere il padre come pescatore. Nel tempo libero si dedica alla coltivazione dei pomodori, in un piccolo orto situato pochi metri dall'ufficio. È molto forte, come si nota in diverse occasioni, ed è in grado di sollevare armi da fuoco degli Ingram. Durante lo scontro col Grifon ad esempio, lui ed Ota sparano un colpo dal revolver di un Ingram contro il labor nero di Utsumi.
Isao Ota
Voce italiana: Diego Sabre (serie televisiva), Pietro Ubaldi (OAV)
Pilota del secondo Ingram della seconda sezione veicoli speciali, solo perché Kanuka, molto più abile di lui, dopo un breve periodo in Giappone tornerà a New York. Rivela spesso un atteggiamento gung-ho, decisamente più adatto al lavoro di marine che per quello di poliziotto: si butta in tutte le situazioni senza ragionarci prima. Dal grilletto facile, tuttavia sull'Ingram non ha una buona mira, a differenza di quando si esibisce al poligono di tiro ove mantiene la calma e riesce a centrare facilmente il bersaglio. La sua propensione all'attacco (è pronto anche a gettare il suo ingram in un corpo a corpo con i labor nemici), nonché allo sconsiderato uso che fa della pistola, scatena spesso le ire dei meccanici capeggiati da Sakaki per i danni che Ota riporta alla fine della missione, nonché per il consumo delle pallottole del revolver per il quale son costretti a lavorare il doppio. Fuori dalle operazioni, le sue gaffe lo rendono oggetto di derisione soprattutto da parte di Asuma.
Kanuka Clancy
Voce italiana: Cinzia Massironi (serie televisiva), Caterina Rochira (OAV)
Il capitano Goto le assegna il ruolo di operatrice del secondo Ingram della seconda sezione veicoli speciali, in quanto è temporaneamente in servizio a Tokyo. Dopo sei mesi infatti, torna a New York. Di origini hawaiane, ma nata e cresciuta in America, Kanuka si dimostra un agente molto in gamba e determinante, con una capacità di tiro ed abilità di pilotaggio dell'Ingram senza eguali, pari solo a quelle di Noa.
Nella serie manga compare solo verso la conclusione, in qualità di una sottufficiale della polizia di New York che si occupa del traffico illegale di persone.
Mikiyasu Shinshi
Voce italiana: Gabriele Calindri (serie televisiva) Flavio Arras (OAV)
Addetto al vettore del secondo Ingram della seconda sezione veicoli speciali, è l'unico uomo sposato nella squadra. È molto devoto a sua moglie e tende a scattare e andare via come un candelotto di dinamite quando le persone prendono in giro lui o sua moglie. Egli spaventa anche Ota quando ciò si verifica. Ha un po' di esperienza di programmazione e di talento nell'uso del computer, ma si vede raramente a causa della sua posizione portante di guida per l'Unità 2.
Kiichi Goto
Voce italiana: Marco Balzarotti (serie televisiva e OAV)
Il capitano della seconda squadra veicoli speciali. Nato a Taito (Tokyo), sembra molto rilassato, anche apatico, ma è in realtà un agente di polizia estremamente capace e politicamente esperto; non solo la sua consapevolezza strategica è piuttosto acuta, ma Goto è così sottile e manipolatore da trarre sempre il miglior risultato possibile in ogni situazione. Inoltre è molto versato nelle arti marziali, da qui il nominativo di "Rasoio" datogli dal corpo di Polizia. Per queste capacità, è stato assegnato a guidare la seconda squadra. Goto è a conoscenza della maggior parte degli eventi molto prima che la maggior parte delle altre persone abbiano solo il sentore di quello che sta succedendo. Si può anche notare in lui una piccola vena sadica, in quanto egli gode della sofferenza dei membri del suo team permettendo loro di fare tutto il lavoro investigativo quando già sa quello che sono inviati a scoprire, con grande dispiacere di suoi subordinati che odiano questa abitudine; anche questo comportamento è comunque finalizzato alla crescita dei suoi subordinati poiché ha molto a cuore la sua squadra. Goto è un grande fumatore, ha il piede d'atleta e spesso può essere visto indossare sandali tradizionali giapponesi in legno mentre è in ufficio. Parrebbe che Goto abbia una cotta per Shinobu, ma sembra del tutto non corrisposto...
Shinobu Nagumo
Voce italiana: Sonia Mazza (serie televisiva), Patrizia Salmoiraghi (OAV)
Il capitano della prima squadra veicoli speciali. Nata a Setagaya (Tokyo), è una professionista, agente di polizia competente, molto apprezzata da tutti nelle forze di polizia: in pratica l'esatto contrario del capitano Goto. Nagumo ha uno stile convenzionale per il lavoro che svolge (al contrario di Goto che spesso utilizza metodi non convenzionali modo per raggiungere i suoi obbiettivi), mantiene sempre la sua mente sul posto di lavoro e non perde mai la calma. Spesso si espone in prima persona per discutere con suoi superiori quando non è d'accordo con un ordine (cosa che fa anche Goto, nonostante spesso preferisca cercare di aggirare il problema), questo probabilmente è il motivo per il quale rimane alla prima squadra invece di essere promossa a un altro lavoro più degno delle sue abilità. Nonostante la sua mentalità convenzionale, lei è sempre presente per dare una mano ogni volta che la Divisione 2 si trova in difficoltà. Condivide l'ufficio dei capisquadra con Goto, il che significa che vede un sacco di atteggiamenti da perdigiorno di Goto - ed è anche in grado di dire che egli è un ufficiale di polizia molto più abile di quel che sembra (il loro rapporto professionale potrebbe essere meglio descritto come "interessante").
Takeo Kumagami
Voce italiana: Jasmine Laurenti (serie televisiva e OAV)
Operatrice di controllo del secondo Ingram della seconda squadra, dopo l'addio di Kanuka di rientro a New York. Ha studiato con la polizia di Hong Kong prima di essere assegnato al Ministero degli Affari Esteri. È stata poi offerta una posizione all'Interpol, ma ha finito per scegliere il reparto Veicoli Speciali e di continuare li la sua carriera. Calma e sicura di sé, Takeo assiste ai suoi doveri di efficace come Kanuka prima di lei, ma ha idee diverse su come andare a questo proposito. Si esercita nelle arti marziali, di cui è abbastanza esperta, proprio come Kanuka. Unico punto debole di Kumagami sembra essere la paura del soprannaturale. È facilmente soggetta a svenimenti, se sufficientemente spaventata.
Tsutomu Gomioka
Uno dei piloti del lavoro della Sezione 1. Un buon pilota, anche se i suoi colleghi della seconda squadra sembrano avere più talento. Egli appare solo nella serie TV.
Seitaroh Sakaki
Voce italiana: Mario Scarabelli (serie televisiva e OAV)
Capo della squadra meccanici per la seconda unità. A Sakaki non piace quando Divisione 2 riporta le loro fatiche in meno di perfette condizioni. Minaccia di gettare tutti i suoi meccanici in mare quando non vengono eseguiti gli ordini all'altezza delle sue aspettative. È stato un meccanico per la maggior parte della sua vita, ma ammette che ha difficoltà a tenere il passo con il crescente avanzare delle tecnologie in tutto il mondo.
Shigeo Shiba
Voce italiana: Oliviero Corbetta (serie televisiva), Massimiliano Lotti (OAV)
Detto Shige. Capitano in seconda della squadra meccanici e buon amico di Asuma. Si pensa che sarà lui a sostituire Sakaki nel caso in cui questi decidesse di ritirarsi. Ama maniacalmente il suo lavoro, come Noa per il suo.
Takahiro Matsui
Voce italiana: Ivo De Palma (serie televisiva e OAV)
Ispettore della polizia metropolitana di Tokyo. Un uomo tranquillo e fresco, ha piuttosto un affare di rispetto per Goto che è reciproca. Assiste con il lavoro investigativo quando Goto non può farlo.
Bad Linnhat
Voce italiana: Davide Garbolino (serie televisiva e OAV)
Un ragazzo di 15 anni indiano che ama i giochi per computer. Pilota il Griffon, il terribile labor nero costruito dal suo mentore Utsumi. Come pilota, è di talento come Noa e la considera essere il suo rivale.
Kazuyama Utsumi/Richard Wong
Voce italiana: Claudio Ridolfo (serie televisiva)
Un geek, caporeparto dei progetti labor per le industrie Schaft. È l'ideatore del Griffon, un terribile labor nero che ha addirittura la facoltà di sollevarsi in volo. I suoi metodi di lavoro non sono condivisibili dai suoi superiori, che dopo i danni riportati durante il primo scontro con la seconda squadra veicoli speciali, iniziano a dargli la caccia. Si scopre poi che Utsumi ha vissuto alcuni anni in America, ove anche li è ricercato, sotto il falso nome di Richard Wong. In quel periodo ha avuto una relazione sentimentale con Takeo Kumagami.
Kurosaki
Voce italiana: Luca Semeraro (OAV)
L'uomo più fidato di Utsumi. Compare all'inizio della serie TV con un labor tedesco, in seguito col Phantom, con il solo intento di prendere informazioni sugli Ingram AV98. Seguirà fino alla fine il suo caporeparto nel progetto Griffon e nelle sue fughe che ne susseguono poi. Non ha un buon rapporto con Bad ed è molto abile nelle arti marziali.

## Le opere
Patlabor viene ideato inizialmente da Masami Yūki: non ancora un mangaka affermato, era solito chiedere ad amici e colleghi cosa si aspettassero di nuovo dal mondo dell'animazione. La sua idea era quella di portare una ventata d'aria fresca nel settore dell'animazione robotica abbandonando il modello dei soliti invincibili robot, presenti ormai in troppe serie, in favore di robot più realistici inseriti in un contesto più vicino al nostro e alleggerendo la serie con spunti umoristici. Concordando con questo suo punto di vista, gli altri artisti del gruppo Headgear, Yutaka Izubuchi (mecha designer), Kazunori Itō (sceneggiatore), Akemi Takada (character designer) e Mamoru Oshii (regista), si unirono a Yuki lavorando per cinque anni sul progetto, che avrebbe visto finalmente la luce nel 1988 con la pubblicazione del manga e di una prima serie OAV. Più avanti, sfruttando il successo riscosso, sarebbero usciti una serie televisiva, un'altra serie OAV, tre film d'animazione e una serie di mediometraggi dal vivo, per non contare l'ampia produzione di videogiochi, modellini e giocattoli legati alle serie.

### Patlabor(manga - 1988)
Il fumetto, scritto e disegnato da Masami Yūki, coadiuvato da Yutaka Izubuchi, è stato pubblicato dal luglio 1988 al settembre 1994 ed è stato il primo prodotto della saga di Patlabor del gruppo Headgear.

### Patlabor(OAV - 1988)
La prima versione animata, per la regia di Mamoru Oshii (Naoyuki Yoshinaga per il settimo episodio) è uscita in videocassetta il 25 aprile 1988, in concomitanza con l'inizio della pubblicazione del manga. La serie, inizialmente prevista in 6 episodi, fu in seguito portata a 7.

### Patlabor(serie TV - 1989)
La serie di 47 episodi per la regia di Naoyuki Yoshinaga e prodotta da Sunrise nel 1989 è un reboot della storia e ignora quindi gli eventi mostrati nella prima serie OAV.

### Patlabor: The Movie(film d'animazione - 1989)
Il film diretto da Mamoru Oshii è uscito il 15 luglio 1989 a seguito del successo della serie OAV. Per la produzione del film viene introdotta l'animazione digitale e la storia abbandona i toni umoristici delle produzioni precedenti.

### Patlabor New OAV(OAV - 1990)
La serie OAV, pubblicata a partire dal 22 novembre 1990, si compone di 16 episodi diretti da Mamoru Oshii e Naoyuki Yoshinaga. I primi episodi sono un sequel della serie televisiva e danno una conclusione alla vicenda del Griffon. Gli altri episodi sono di stampo umoristico.

### Patlabor 2: The Movie(film d'animazione - 1993)
Il secondo film d'animazione della saga, sempre diretto da Mamoru Oshii, è uscito nei cinema giapponesi il 7 agosto 1993.

### WXIII: Patlabor the Movie 3(film d'animazione - 2002)
Terzo ed ultimo lungometraggio d'animazione appartenente alla saga di Patlabor e diretto da Fumihiko Takayama, è uscito nelle sale cinematografiche giapponesi il 30 marzo 2002.

### Mini Pato (miniserie TV- 2002)
La miniserie, umoristica e in stile superdeformed, è stata realizzata nel 2002 e trasmessa in concomitanza con l'uscita nelle sale del film WXIII: Patlabor the Movie 3. La serie, prodotta come mix di bambole animate e computer grafica, presenta anche sequenze di claymation.

### The Next Generation - Patlabor(serie cinematografica - 2014)
Si tratta di una serie di film live action con la regia generale di Mamoru Oshii e prodotta dalla Tohokushinsha. I film, che si pongono come sequel della serie Patlabor New OVA, sono 12, più un episodio zero, un corto di 15 minuti e un lungometraggio conclusivo di 100 minuti.

### Mobile Police Patlabor Reboot(2016)
Cortometraggio di 10 minuti distribuito nei cinema giapponesi il 15 novembre 2016, realizzato dallo Studio Khara e diretto da Yasuhiro Yoshiura.

## Videogiochi
- Kidō Keisatsu Patlabor  (機動警察パトレイバー?)

Genere: GDR - Piattaforma: Super Nintendo - Anno: 1994 - Produttore: Interbec - Lingua: giapponese
- Kidō Keisatsu Patlabor: Game Edition (PlayStation, anno 2000)

- Mini Mobile Police Patlabor  (機動警察パトレイバー かむばっくミニパト?, Kidō Keisatsu Patlabor Kamubakku Minipato)

Genere: Action - Piattaforma: PSP - Anno: 2005 - Produttore: Bandai - Lingua: giapponese

## Colonne sonore
- Patlabor The Movie OST, di Kenji Kawai (1989)
- Patlabor 2 The Movie OST, di Kenji Kawai (1993)
- WXIII Patlabor The Movie 3 OST, di Kenji Kawai (2003)

## I mecha
- MPL-96 Asuka (Shinohara Heavy Industries)
- MPL-97S Python (Shinohara Heavy Industries)
- AVS-99 Helldiver (Shinohara Heavy Industries)
- AV-98 Ingram (Shinohara Heavy Industries)
  - AV-98-I Ingram (Shinohara Heavy Industries) Ingram economy model
  - AV-98-II Ingram (Shinohara Heavy Industries) Ingram Mark II mass production prototype
- AV-X0 Zero (Shinohara Heavy Industries, designated AVR-0 in the Manga)
- AV-2 variant (Shinohara Heavy Industries)
- AV-98T Dolphin/Doafun (Shinohara Heavy Industries)
- AV-0 Zero Peacemaker (Shinohara Heavy Industries)
- SRX-70 Saturn (Shaft Industries / Toyohata Heavy Industries)
- Type 7 Brocken (Shaft Industries Europe)
- M5 Abraham (Shaft Industries USA)
- Phantom (Shaft Industries Japan)
- Type-J9 Griffon (Shaft Industries Japan)